# Shadow Moses
"Shadow Moses" é uma canção da banda britânica de rock Bring Me the Horizon. Escrita pelo vocalista Oliver Sykes, o guitarrista Lee Malia e o tecladista Jordan Fish, foi produzido por Terry Date e incluído no quarto álbum da banda, Sempiternal. A canção foi lançada como single principal do álbum em 11 de janeiro de 2013, alcançando a posição 82 na UK Singles Chart e a posição 2 na UK Rock & Metal Singles Chart.
Uma das primeiras canções escritas para o Sempiternal, a letra de "Shadow Moses" usa o título do álbum várias vezes ao longo da canção. A faixa leva o nome do cenário principal do videogame Metal Gear Solid de 1998, cujo tema de encerramento é referenciado na linha vocal de abertura da música. "Shadow Moses" foi aclamada pela crítica em seu lançamento e é uma das canções mais tocadas da banda em shows ao vivo.

## Promoção e lançamento
"Shadow Moses" estreou mundialmente no Rock Show da BBC Radio 1 com Daniel P. Carter em 4 de janeiro de 2013, antes de ser lançado como o single principal do Sempiternal na semana seguinte na forma de download digital. Devido à popularidade da música, o selo norte-americano da banda, Epitaph Records, a carregou em seu canal no YouTube uma semana antes do planejado. Além de Sempiternal, a música também foi apresentada no primeiro álbum ao vivo da banda, Live at Wembley (2015) bem como no segundo, Live at the Royal Albert Hall de 2016. Em outubro de 2015, "Shadow Moses" foi apresentada como uma música jogável no videogame Guitar Hero Live.

## Composição e letra
"Shadow Moses" foi originalmente escrita com a intenção de possivelmente lançá-la de graça antes de Sempiternal, de acordo com o vocalista do Bring Me the Horizon Oliver Sykes. No entanto, a gerência da banda se opôs à ideia e encorajou o grupo a guardá-la para o álbum. Tanto Sykes quanto o baterista Matt Nicholls a descreveram como "a faixa 'mais segura' do álbum".
O refrão da música apresenta a linha "Can you tell from the look in our eyes? We're going nowhere! We live our lives like we're ready to die! We're going nowhere!" (Você consegue contar pelo olhar em nossos olhos? Não estamos indo à lugar nenhum! Nós vivemos nossas vidas como se estivéssemos prontos para morrer! Não estamos indo à lugar nenhum!), que após seu lançamento em janeiro de 2013, Chad Childers da Loudwire afirmou ter "já funcionado magistralmente como uma chamada ao público nas recentes apresentações ao vivo da banda". Também inclui o título do álbum na frase "Isso é sempiterno!", que quando vinculado a linha "Não estamos indo a lugar nenhum!" produz "um pensamento bastante sombrio", de acordo com Childers. A música apresenta duas referências ao videogame Metal Gear Solid de 1998 - o título é uma referência ao cenário principal do jogo, e a linha vocal de abertura é baseada em "The Best Is Yet to Come", o tema de encerramento do jogo (originalmente executado por Aoife Ní Fhearraigh).
A música também traz o título do álbum na letra "This is sempiternal!" (Isto é sempiterno!). A frase chegou a ser mal interpretada como "This is sandpit turtle!" (Esta é uma tartaruga de areia!), se tornando um meme na internet. Matt Nicholls declarou em uma entrevista à MTV UK que "Alguém me mandou uma mensagem e eu pensei que era a coisa mais engraçada que eu já tinha ouvido, e então fui contar aos caras e eles estavam todos tipo... 'sim, nós sabemos, todo mundo está dizendo isso!'"
Childers descreveu o estilo musical de "Shadow Moses" como apresentando "a força necessária, agressividade e trabalho de guitarra que se esperaria de Bring Me the Horizon, junto com um refrão incrivelmente contagiante". De acordo com o engenheiro de mixagem David Bendeth, a música sempre teve a intenção de ser lançada como o single principal do álbum e, portanto, foi a primeira música da coleção concluída.

## Videoclipe
O videoclipe de "Shadow Moses" foi lançado em 22 de janeiro de 2013. Dirigido pela dupla alemã A Nice Idea Every Day e filmado na ilha de Rügen, retrata a banda se apresentando em uma série de "cenários austeros [incluindo] um campo coberto de neve [e] uma costa oceânica no inverno", filmado com um "truque de câmera de corte rápido" que produz a sensação de enjoo. Foi descrito que a técnica de filmagem, conhecida como "mudança de câmera", produz "um movimento de lado a lado hipnotizante e desequilibrado". A recepção ao vídeo foi positiva - Chad Childers do Loudwire o descreveu como "único", "marcante" e "atraente", enquanto Marc Zanotti do Music Feeds o elogiou por "capturar a energia agressiva do single".

## Recepção critica
Muitos críticos aclamaram "Shadow Moses" como uma das melhores canções do Sempiternal. Rick Florino, da Artistdirect, concedeu à música 4,5 de 5 estrelas, proclamando que ela "rasga e pisa com uma precisão de mira a laser que inegavelmente atinge o alvo repetidamente". O escritor do PopMatters, Dean Brown, apelidou-o de "uma das adições mais pesadas do Sempiternal", elogiando os "riffs estilo Slipknot " do guitarrista Lee Malia e os vocais de Oliver Sykes. Dom Lawson, do The Guardian, também elogiou a atuação de Sykes em "Shadow Moses".
Em maio de 2014, Loudwire a considerou a melhor música de Bring Me the Horizon até hoje, alegando que a faixa "revolucionou não apenas a reputação [da banda] no metalcore, mas o próprio gênero". AXS e Alternative Press também incluíram "Shadow Moses" em suas participações nas principais canções da banda, em 2 e 10 lugar, respectivamente.
"Shadow Moses" foi indicado para Melhor Single e Melhor Vídeo na Kerrang! Awards, embora tenha perdido para "The Phoenix" do Fall Out Boy e "King for a Day" do Pierce the Veil, respectivamente. A canção foi votada como o segundo melhor single de 2013 pelos leitores da Alternative Press, e também foi indicada para Canção do Ano no Revolver Golden Gods Awards 2014, embora "Lift Me Up" de Five Finger Death Punch tenha vencido.

## Desempenho comercial
"Shadow Moses" estreou em sua posição de pico de número dois no UK Rock & Metal Singles Chart em 20 de janeiro de 2013. Permaneceu no top 40 ao longo de fevereiro e março, voltando ao top 10 com o lançamento do Sempiternal em abril. O single também passou duas semanas no UK Singles Chart, chegando ao número 82.

## Músicos
Bring Me the Horizon
- Oliver Sykes – vocais
- Lee Malia – guitarra
- Matt Kean – baixo
- Matt Nicholls – bateria, percussão
- Jordan Fish – teclado, sintetizador, programação

## Paradas
| Parada(2013)                        | Posição de pico |
| ----------------------------------- | --------------- |
| Escócia (Scottish Singles Chart)    | 86              |
| Reino Unido (UK Singles Chart)      | 82              |
| Reino Unido (OCC UK Rock and Metal) | 2               |